# Hadim Suleiman Pacha
 (juin 2014).
Si vous disposez d'ouvrages ou d'articles de référence ou si vous connaissez des sites web de qualité traitant du thème abordé ici, merci de compléter l'article en donnant les références utiles à sa vérifiabilité et en les liant à la section « Notes et références ».
Hadim Suleiman Pacha (1467 - 1547) est un militaire et homme d'État ottoman. Eunuque hongrois d'origine (hadım  signifie eunuque en turc), il sert comme vice-roi de l'Égypte ottomane entre 1525 et 1535 et entre 1537  et 1538, et comme grand vizir de l'Empire ottoman entre 1541 et 1544.
Comme gouverneur d'Égypte, il conduit une des premières expéditions navales ottomanes dans l'océan Indien contre les Portugais, dirige le siège de Diu en 1538 (en), sans succès, mais s'empare d'Aden au retour et établit la suzeraineté ottomane sur le Yémen.
Hadim  Suleiman Pacha soutient son lieutenant, Davud Pacha, qui lui succède comme gouverneur d'Égypte (1538-1549) et qu'il défend contre son rival Rüstem Pacha.